# Laß das – ich haß’ das
Laß das – ich haß’ das ist eine deutsche Filmkomödie aus dem Jahre 1983. Unter der Regie von Horst Hächler spielen Michael Schanze und Beatrice Richter die Hauptrollen.

## Handlung
In einem einsam gelegenen Landhaus mitten im Nirgendwo wohnt die umweltbewusste Beate Brandl, die sich um das Wohl der vom Aussterben bedrohten Tierarten kümmert. Mal beobachtet sie Biber bei deren munteren Treiben, dann wiederum kümmert sie sich um die Nachzucht von gefährdeten Eulen. Auch ihre beiden Mitbewohner daheim, Onkel Ferdinand und Onkel Franz, sind seltsame Käuze: Deren größtes Hobby sind barbusige junge Damen in Gestalt von Centerfold-Girls in entsprechenden Druckerzeugnissen. Allesamt stehen sie im Fokus von Direktor Päffgen, dem Chef eines Braunkohlewerkes, denn der hat brennendes Interesse an dem Haus und dem dazugehörigen Grundstück, vermutet er darunter einige beträchtliche Kohlevorkommen.
Trotz allen auf sie ausgeübten Drucks denkt Beate gar nicht daran, ihr Grundstück Päffgens Bergwerks-AG zu verkaufen. Da müssen andere Mittel her, findet der Firmenchef, und entsendet seinen Mitarbeiter Dieter, seines Zeichens Werbechef der Firma. Der schmucke, junge Mann soll der jungen Umweltfreundin schöne Augen machen und sie solange becircen, bis diese endlich dem Verkauf zustimmt. Als „Lohn“ verspricht Päffgen ihm die Hand seiner schönen jungen Tochter, der blonden Gaby. Dieter geht eher widerwillig ans Werk und versucht auf einem Kurzurlaub in Rom, Beate „rumzukriegen“. Doch die bleibt standhaft, und stattdessen beginnt Dieter einzusehen, dass er für die falsche Seite kämpft. Als Gaby, de facto mit Dieter verlobt, von Dieters mutmaßlicher Liebesreise erfährt, ist sie stinksauer, und bald fliegen die Fetzen. Doch Dieter hat sich längst für einen Seitenwechsel entschieden und will nun Beate in ihrem Anliegen helfen.

## Produktionsnotiz
Laß das – ich haß’ das wurde am 23. September 1983 uraufgeführt. Der Film wurde ein totaler Flop.

## Kritiken
„Dürftige Unterhaltung mit abgegriffenen Gags und schwachen Darstellern.“